# البوندسرات (الإمبراطورية الألمانية)

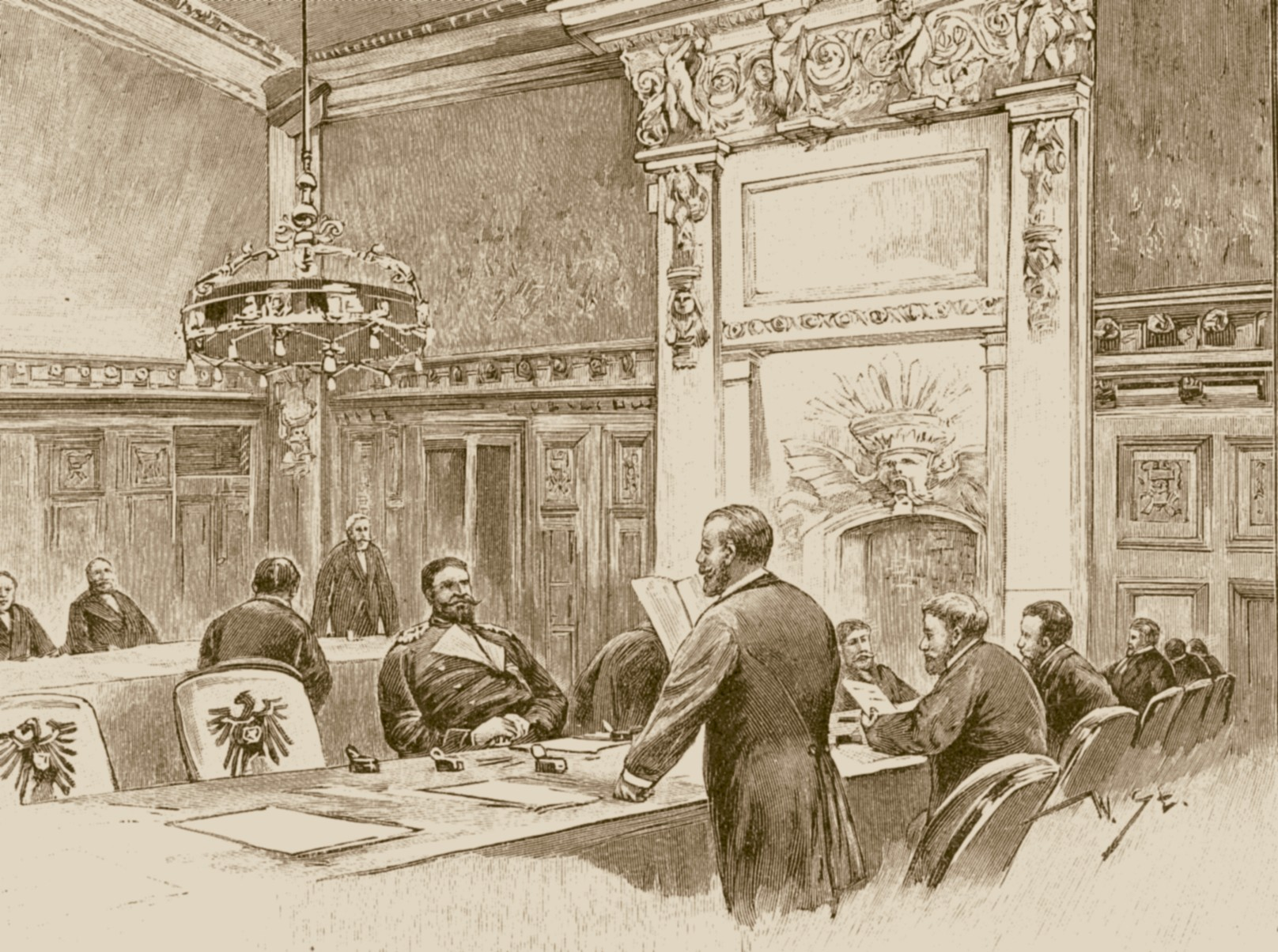
غرفة البوندسرات في مبنى الرايخستاغ (حوالي 1894)

البوندسرات ("المجلس الاتحادي") للإمبراطورية الألمانية، على الأقل من الناحية النظرية، أعلى سلطة للإمبراطورية. كانت موجودة من عام 1871 إلى عام 1918 وخلفت نفس الهيئة في اتحاد شمال ألمانيا. حتى الإصلاح الإملائي عام 1902، كان اسمها مكتوبًا باسم Bundesrath. 
ضم البوندسرات ممثلين عن 25 دولة عضو ( Bundesstaaten ). تم تحديد عدد أصوات كل دولة في الدستور الإمبراطوري. 
صوت ممثلو الدول حسب توجيهات حكوماتهم. ترأس البوندسرات المستشار الإمبراطوري. جميع القوانين التي تم تمريرها في ألمانيا يجب أن تحظى بدعم البوندسرات. بالإضافة إلى ذلك ، كان يجب التصويت على بعض الإجراءات الرسمية التي نفذها القيصر، على سبيل المثال، حل الرايخستاغ وإعلانات الحرب. حكم البوندسرات على Reichsexekutions؛ بالإضافة إلى ذلك، كان لديها العديد من الوظائف الإدارية وسلطة الفصل في النزاعات بين الولايات، وفي حالات معينة، لحل النزاعات الدستورية داخل الدولة. لم يتم تصور المحكمة العليا الإمبراطورية، على عكس دستور كنيسة القديس بولس، في الدستور الإمبراطوري كهيئة مستقلة، بل تقع الولاية القضائية على عاتق الإمبراطور الألماني وملك بروسيا. 
كانت البوندسرات، في الواقع، تهيمن عليها بروسيا. وقد حصل على أكثر من 17 صوتا في الغرفة؛ ولا يوجد دولة أخرى لديها أكثر من ستة أصوات. يمكن أن تسيطر على الإجراءات من خلال تشكيل تحالفات مع الدول الأخرى. بالإضافة إلى ذلك، عمل بسمارك كرئيس للوزراء ووزير خارجية بروسيا طوال فترة خدمته تقريبًا. وبصفته الأخيرة، كان له الحق في توجيه النواب البروسيين إلى البوندسرات. 
كان الواقع السياسي هو أن البوندسرات، على الرغم من سلطته ، تم دفعه إلى الخلفية من قبل القيصر ومستشار الرايخ بسبب حقيقة بسيطة أن رئيس الوزراء البروسي غالباً ما كان يشغل منصب مستشار الرايخ في وقت واحد وبالتالي كان رئيسًا البوندسرات. 
لإجراء تغييرات في الدستور، يجب أن يمر الاقتراح عبر العملية التشريعية العادية. ومع ذلك، فإن الأمر يحتاج فقط إلى 14 صوتًا في البوندسرات للتصويت على اقتراح. وهذا يعني أن بروسيا، بأصواتها الـ 17، كان لها حق الفيتو على التغييرات الدستورية. 

## توزيع الأصوات
| دولة فيدرالية </br> (الإمبراطورية الألمانية) | ملاحظات                                                                      | عدد الأصوات             |
| -------------------------------------------- | ---------------------------------------------------------------------------- | ----------------------- |
| بروسيا                                       | بعد الاستيلاء على الولايات الملحقة في عام 1866                               | 17                      |
| بافاريا                                      |                                                                              | 6                       |
| ساكسونيا                                     |                                                                              | 4                       |
| Württemberg                                  |                                                                              | 4                       |
| بادن                                         |                                                                              | 3                       |
| هيس                                          |                                                                              | 3                       |
| الألزاس واللورين                             | تم تمثيلها من عام 1911 ، على الرغم من أنها لم تكن دولة اتحادية (Bundesstaat) | 3                       |
| مكلنبورغ شفيرين                              |                                                                              | 2                       |
| برونزويك                                     |                                                                              | 2                       |
| 17 دولة صغيرة أخرى                           | لكل منها صوت واحد                                                            | 17                      |
| مجموع                                        |                                                                              | 58 </br> (من 1911: 61 ) |